# Ikigai
L'ikigai (生き甲斐?) (iki-vivere, gai-ragione) è l'equivalente giapponese di espressioni italiane quali "ragione di vita", "ragion d'essere".
La parola si riferisce all'avere uno scopo nella propria vita, ciò che rende la vita degna di essere vissuta. La persona compie azioni volontarie e spontanee per dare un senso alla vita stessa.

## Significato del termine
Dan Buettner, giornalista del National Geographic Magazine, a seguito della sua permanenza in Giappone, ha affermato che, nella zona di Okinawa, l'ikigai è visto come "una ragione per svegliarsi al mattino". La parola può inoltre indicare una persona di cui si è profondamente innamorati.
Tutti, secondo la cultura giapponese, avrebbero il proprio ikigai. Trovare quale sia la ragione della propria esistenza richiede però una ricerca interiore che può spesso essere lunga e difficile. Tale ricerca viene considerata molto importante e la sua conclusione positiva porta alla persona una profonda soddisfazione.
Oltre agli aspetti positivi, per chi persegue il proprio ikigai possono esserci anche conseguenze negative: infatti, coloro che vivono la vita con estrema passione rischiano infatti di esserne consumati sino alla degradazione.

## I Cinque Pilastri
- Iniziare in piccolo
- Dimenticarsi di sé
- Armonia e sostenibilità
- Gioia per le piccole cose
- Essere nel qui e ora

## Alcuni esempi diikigai

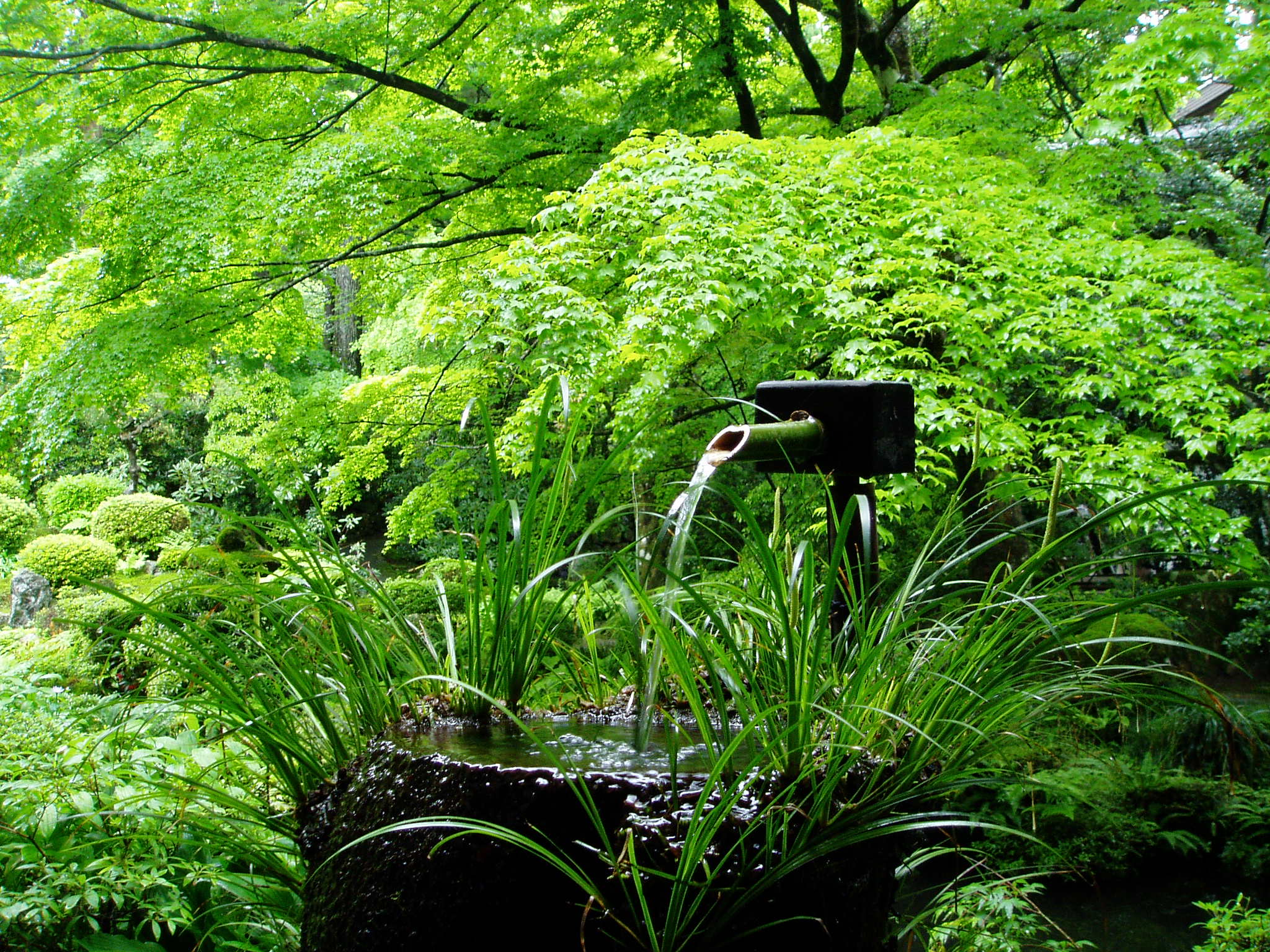
Natura – giardinaggio
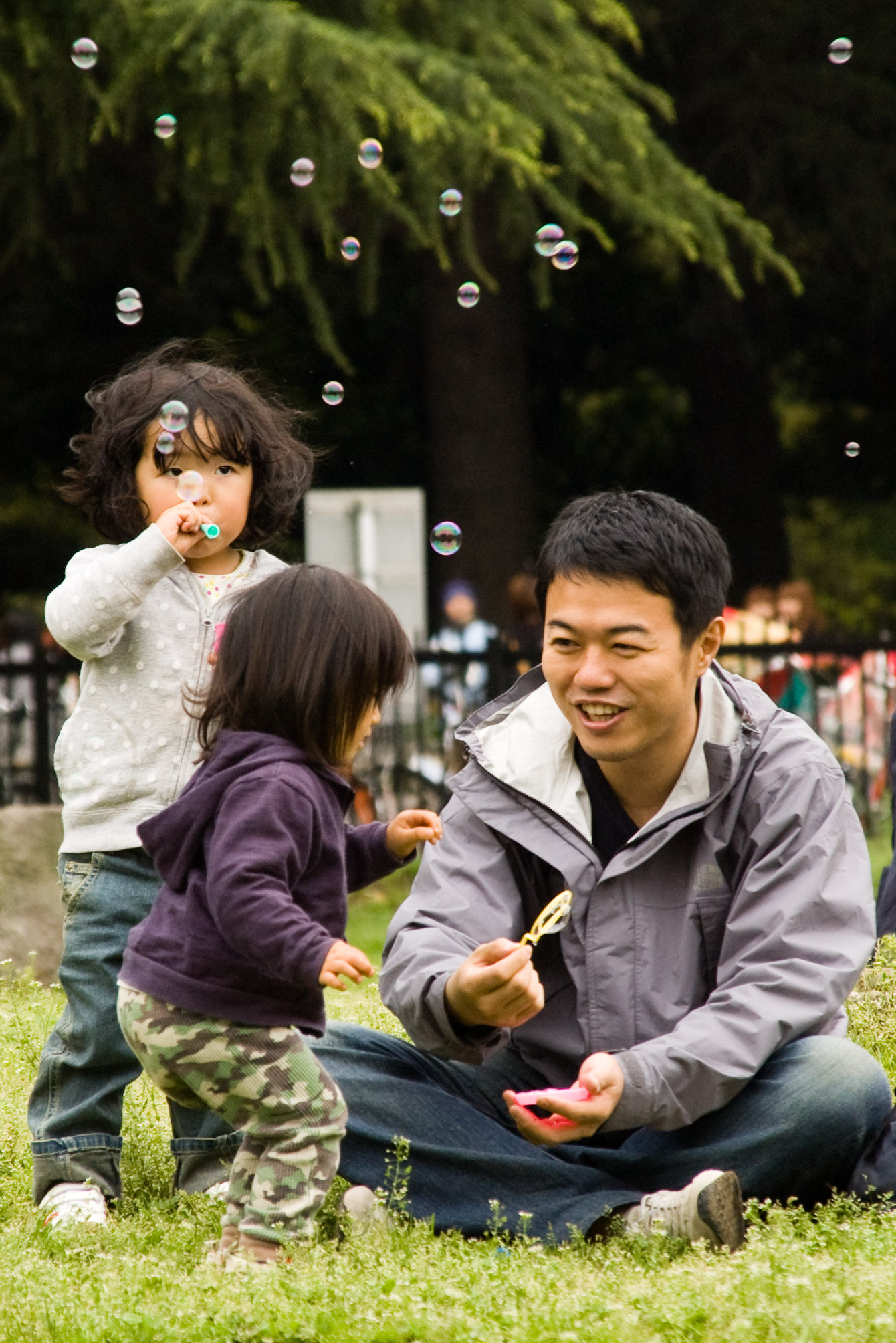
Famiglia – bambini
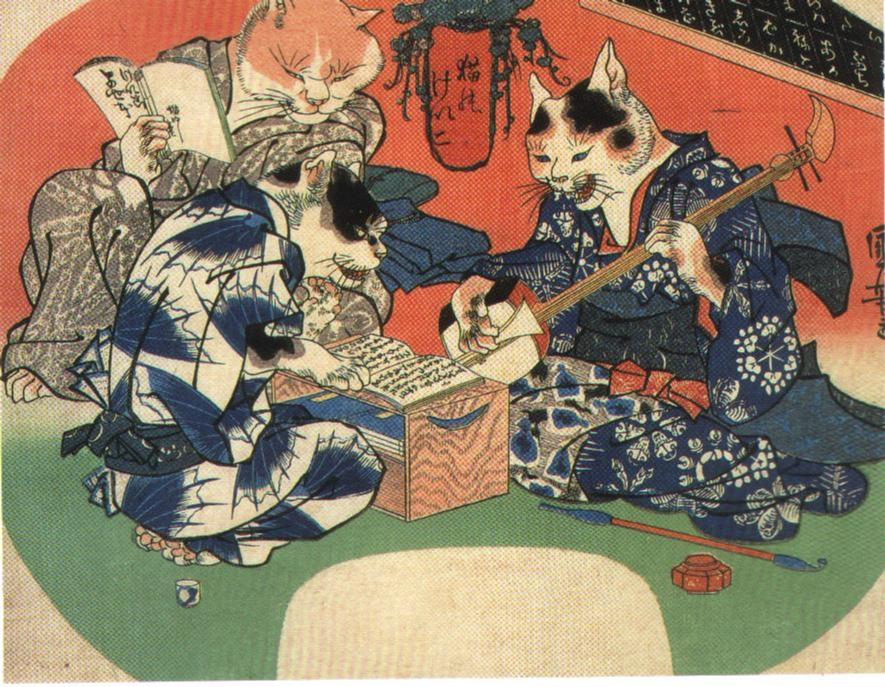
Espressione artistica
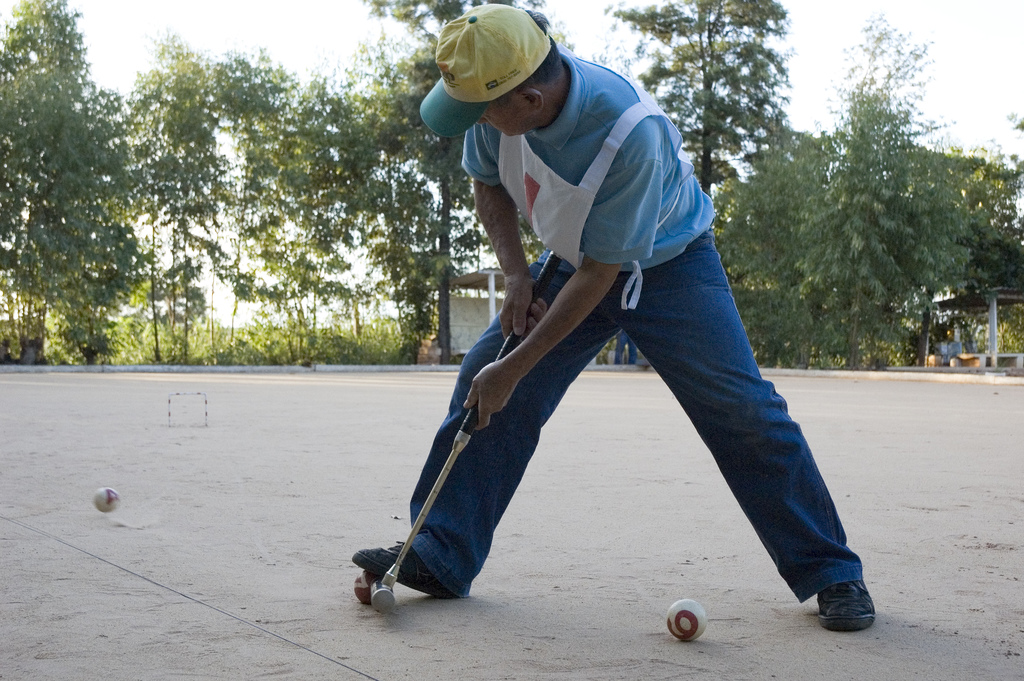
Pratica sportiva
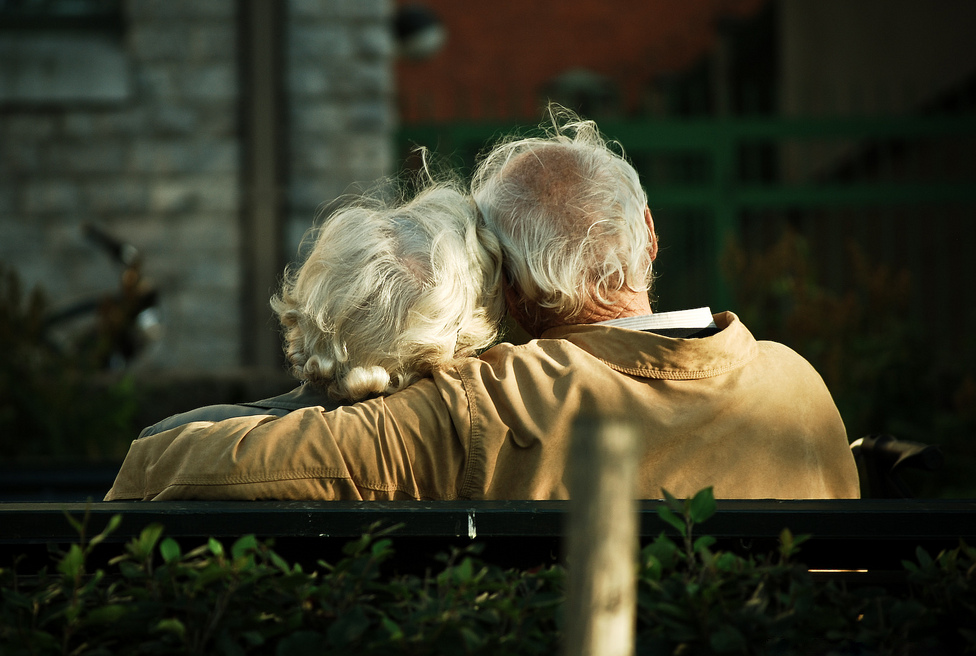
Amore - affetto

## Ricerche correlate

### Diagramma di Venn
Il diagramma di Venn è un'interpretazione messa su un diagramma del concetto di ikigai da parte dello studioso di logica John Venn. 
Alcuni lo associano all'origine filosofica giapponese, ma è in realtà  una successiva interpretazione occidentale, che cerca di spiegare i concetti chiave in tale diagramma, nel seguente modo, cioè prendendo questi quattro elementi e combinandoli tra loro:
- la tua passione (ciò che ti piace e in cui sei bravo)
- la tua missione (ciò che ami e di cui il mondo ha bisogno)
- la tua professione (ciò per cui le persone ti pagano e in cui sei bravo)
- la tua vocazione (ciò di cui il mondo ha bisogno e per cui puoi essere pagato).

### La longevità della vita degli abitanti di Okinawa
Il giornalista del National Geographic Dan Buettner ha suggerito che l'ikigai potrebbe essere una delle ragioni della longevità della popolazione di Okinawa, fra le più longeve al mondo. 
Secondo Buettner, gli abitanti di Okinawa hanno anche meno voglia di andare in pensione, poiché amano il loro lavoro.